# Яшен (журнал)
Яшен (рус. Молния) — татарский сатирический иллюстрированный журнал, издавался в Казани с августа 1908 по 24 июня 1909 гг., интервал выхода номеров, 2 раза в месяц.
Журнал печатался на татарском языке, в типографии Каримовых.

## История
Журнал был основан в Казани, в августе 1908 года, Галиасгаром Камалом.
В связи с финансовыми трудностями и давлением со стороны правительства, 14 июня 1909 года, журнал был закрыт, на тот момент было издано около 10 номеров.

## Тематика
Редакция придерживалась демократического направления, пропагандировала идеи свободы и прогресса, просвещения татарской нации.
В журнале высмеивались: сторонники патриархата, лицемерие ишанов, алчность мелких лавочников, клерикально-консервативная пресса («Баянельхак», «Дин ва магишат» и др.).
Много места отводилось стихотворениям и фельетонам.

## Известные редакторы
Издателем, основателем и редактором газеты, был татарский писатель и классик татарской драматургии, Галиасгар Камал.
Одними из редакторов журнала были: Габдулла Тукай (22 стихотворения и 25 прозаических произведений) и Фатих Амирхан (65 рисунков).